# Resident Evil Code: Veronica
Resident Evil Code: Veronica, conosciuto in Giappone come Biohazard Code: Veronica (バイオハザード コード：ベロニカ?, Baiohazādo Kōdo: Beronika), è un videogioco della serie survival horror Resident Evil uscito originariamente per Sega Dreamcast nel 2000. Successivamente è stata prodotta una riedizione per il solo mercato giapponese dal suffisso Complete, con alcune modifiche, che è stata in seguito prodotta per la PlayStation 2, chiamata poi in America ed Europa Resident Evil Code: Veronica X. Nel 2003 dopo è stato prodotto un port per GameCube, basato sulla versione Complete con le medesime migliorie apportate e senza i problemi grafici riscontrati nella versione per Playstation 2. Era, inoltre, l'unica versione in lingua italiana, che sarà poi presente anche nella versione rimasterizzata per Xbox 360.
Nel 2011 è uscita una versione rimasterizzata per PlayStation 3 e Xbox 360, insieme a Resident Evil 4 HD, disponibile solamente come download digitale in America ed Europa e contenuta nella raccolta Resident Evil: Revival Selection uscita solo in Giappone.
Nel luglio 2012, in Giappone è uscito un port diretto del gioco per PlayStation 3 come classico PS2; in Europa, è uscito a maggio 2014.
Un'altra versione emulata del titolo è uscita solo per PlayStation 4 nel 2017.
Questo è l'unico titolo della serie Resident Evil sviluppato esternamente dalla Nextech Corporation. Comunque, lo Studio di Produzione 4 della Capcom ha avuto l'assoluto controllo artistico e direzionale sul progetto.
È l'episodio più lungo della serie. Nella prima sequenza si impersona Claire Redfield (una dei protagonisti di Resident Evil 2), sopravvissuta di Raccoon City, la quale si trova prigioniera in una base di Rockfort Island; nella fase successiva, l'avventura prosegue impersonando il fratello, Chris Redfield, protagonista anche nel primo episodio della serie.
Il gioco contiene richiami a film famosi (da Psyco a Matrix, e molti altri) e il ritorno di Albert Wesker, personaggio del primo Resident Evil. Per una breve parte del gioco si impersonerà anche un terzo personaggio, Steve Burnside, che avrà un ruolo importante nello svolgersi degli eventi.

## Trama
Il gioco è ambientato nel dicembre del 1998, tre mesi dopo il bombardamento di Raccoon City. Claire Redfield arriva in uno dei quartier generali della Umbrella a Parigi. Scoperta e inseguita dalla squadra di sicurezza, viene infine catturata e deportata in un'isola sperduta, Rockfort Island, di proprietà della multinazionale farmaceutica. Poco dopo il suo arrivo, l'isola è attaccata da ignoti e viene contaminata, in seguito alle fuoriuscite di materiale biologico dai laboratori lì presenti, dal virus T.
Claire viene liberata dalla cella dal suo morente e disilluso secondino, Rodrigo Juan Raval, ed incontra Steve Burnside, un giovane imprigionato a Rockfort Island insieme al padre, attualmente scomparso, che decide di collaborare con lei per fuggire. Durante la loro esplorazione nei pressi della struttura, i due vengono perseguitati dal comandante Alfred Ashford, il quale è convinto che Claire abbia causato l'attacco alla sua isola. Riescono anche a trovare il padre di Steve, ma il ragazzo è costretto a ucciderlo, poiché divenuto uno zombi. Claire ha un breve incontro con Albert Wesker, creduto morto alcuni mesi prima durante il sopralluogo nei monti Arklay, e ora al servizio di una compagnia segreta, con il compito di recuperare dei campioni del virus T-Veronica.
Claire e Steve riescono a trovare un aereo e a mettersi in fuga, ma Alfred assume a distanza il controllo del mezzo e lo dirotta verso un laboratorio segreto della Umbrella in Antartide. All'interno di questo laboratorio, Claire e Steve si confrontano con il comandante, che viene ferito mortalmente da Steve e cade in un precipizio. Con le ultime forze, Alfred risveglia la sorella dal sonno criogenico e muore fra le sue braccia. Nel frattempo, Claire e Steve riescono a raggiungere l'eliporto esterno della struttura, ma qui trovano il Nosferatu, alias Alexander Ashford, padre di Alfred e Alexia, usato come cavia umana per un esperimento fallito con il virus T-Veronica.
Intanto, Chris raggiunge Rockfort Island, dopo essere stato informato della cattura di Claire da Leon (all'inizio del gioco, lei era riuscita a contattarlo poco dopo essere stata liberata). Egli apprende da Rodrigo che Claire, attualmente, si trova in Antartide. Nell'esplorazione dell'installazione, Chris si scontra con Wesker, ma ha la peggio rischiando per poco la morte e sfuggendogli fortunosamente.
Raggiunta l'Antartide, Chris si riunisce con Claire, ma i due vengono divisi da Alexia. Wesker, giunto sul luogo, pretende da Alexia di consegnarsi a lui, in quanto portatrice dei campioni di virus che gli occorrono, ma lei si trasforma in una potente creatura in grado di emettere un liquido auto-infiammabile e lo attacca. Wesker non riesce a tenerle testa e lascia Chris in balia della creatura. Alexia viene apparentemente eliminata, ma si risveglia poco dopo.
Intanto Claire, bloccata in una galleria, trova Steve infettato dal virus T-Veronica per mano di Alexia e, trasformatosi in un mutante, inizialmente la attacca, ma poi reagisce al virus, tornando cosciente e dichiarando il suo amore per lei, un'azione che gli costa la vita. Chris libera Claire dalla stanza in cui era rinchiuso Steve e attiva il sistema di autodistruzione di emergenza. Mentre scappano, Chris e Claire si ritrovano davanti Alexia, che assume ulteriori mutazioni, e grazie ad un'arma sperimentale a ioni Chris riesce a distruggerla. Durante la fuga, Chris e Claire incontrano Wesker. I due uomini lottano e in principio Wesker sembra prevalere, ma Chris riesce a ferirlo con un espediente. Wesker è costretto alla fuga, pur avendo concluso la sua missione di recuperare un campione di virus T-Veronica dal corpo di Steve, in sostituzione del corpo di Alexia andato distrutto. Chris e Claire fuggono a bordo di un jet, mentre la base esplode.

## Modalità di gioco
Code: Veronica è il primo Resident Evil della serie principale ad utilizzare fondali 3D al posto di quelli tradizionali pre-renderizzati. Nonostante la telecamera, dapprima fissa, segua il giocatore nelle sue azioni, la visuale non è, tuttavia, regolabile. Comunque, è possibile usare due armi (un fucile da cecchino ed un fucile al plasma) attraverso il punto di vista in prima persona del giocatore.
Il gameplay rimane pressoché invariato rispetto a Resident Evil 2, nonostante siano presenti alcune caratteristiche tratte da Resident Evil 3, come barili esplosivi e la rotazione rapida di 180°.
La possibilità di utilizzare due giocatori come in Resident Evil 2 è stata inserita anche in questo gioco ma, anziché giocare due scenari paralleli, come in RE2, si giocano due metà del gioco, rispettivamente, con Claire e Chris. Gli oggetti lasciati nella cassa da Claire possono essere utilizzati da Chris nella sua porzione del gioco.
Sono stati riutilizzati oggetti da Resident Evil 2, come i pezzi aggiuntivi per la pistola e delle borse per una maggior capacità di trasporto. Allo stesso tempo, sono state introdotte nuove armi, come le frecce esplosive per la balestra e granate anti-B.O.W. per il lanciagranate. In Code: Veronica c'è anche la possibilità di impugnare armi gemelle su entrambe le mani, come la doppia pistola e le mitragliette, con la possibilità di mirare contemporaneamente a due nemici.
Altre nuove caratteristiche sono la possibilità di riprendere il gioco dopo la morte del personaggio dall'ultima stanza visitata invece che dall'ultimo salvataggio e la capacità di raccogliere, utilizzandola immediatamente, un'erba medica anche quando l'inventario è pieno.
Viene reintrodotta l'abilità di vedere e analizzare gli oggetti e le armi dell'inventario in 3D (una caratteristica dell'originale Resident Evil, non presente nel 2 e nel 3).

## Personaggi
- Claire Redfield - Una studentessa universitaria che ha abbandonato gli studi per iniziare le ricerche del fratello maggiore Chris, scomparso poco dopo un sopralluogo nei monti di Arklay. A tre mesi dall'incidente a Raccoon City, Claire segue una pista che la porta a Parigi, dove però viene rintracciata e catturata dalla Umbrella, che la spedisce in un campo di concentramento presso Rockfort Island, dal quale cerca di scappare. Doppiata da Alyson Court.

- Chris Redfield - Ex membro della squadra Alpha dell'unità speciale S.T.A.R.S., sopravvissuto al massacro dei Monti Arklay, che, essendo braccato dagli agenti della Umbrella in quanto testimone delle attività illecite dell'azienda, abbandona Raccoon City e decide di agire in incognito. Si reca a Rockfort Island per salvare Claire dopo essere stato informato da Leon Kennedy della sua cattura. Doppiato da Michaal Filipowich.

- Steve Burnside - Un ragazzo diciassettenne ostinato ed impulsivo, recluso insieme al padre nel carcere dell'isola, che si unisce a Claire per fuggire. Il padre, ex dipendente della Umbrella, aveva tentato di vendere informazioni sugli esperimenti della compagnia, ma fu prontamente scoperto, sua moglie uccisa, e lui e il figlio imprigionati sull'isola di Rockfort. Doppiato da Bill Houston.

- Rodrigo Juan Raval - Un carceriere del centro di reclusione di Rockfort Island, che cattura e imprigiona Claire all'inizio del gioco. Stando ad alcune voci, la famiglia di Rodrigo vive e lavora da generazioni sull'isola. Doppiato da Martin Roach.

- Alfred Ashford - È il comandante del quartier generale di Rockfort Island, proprietà della sua famiglia da oltre cento anni, nonché il nipote di Edward Ashford, cofondatore della Umbrella. Alfred è un uomo sadico e presumibilmente affetto da schizofrenia, ossessionato dalla sorella gemella Alexia, con la quale aveva un legame profondo, a tal punto da arrivare a impersonarla e immaginare di discorrere l'uno con l'altra. Doppiato da Peter Oldring.

- Alexia Ashford - La sorella gemella di Alfred ritenuta deceduta. Bambina prodigio, Alexia si laurea a soli dieci anni di età e diventa ricercatrice presso i laboratori della multinazionale della sua famiglia. La giovanissima scienziata riesce a creare e sintetizzare un virus, il T-Veronica, ma nel 1983 viene creduta morta insieme al padre, Alexander, in un'esplosione avvenuta durante un incidente di laboratorio. Gli occupanti dell'isola, tuttavia, asseriscono spesso di intravedere una giovane donna molto simile ad Alfred aggirarsi per la magione degli Ashford. Doppiata da Leila Johnson.

- Albert Wesker - Wesker, ora mutante, è l'artefice dell'assalto a Rockfort Island. Il suo obiettivo principale è recuperare il virus creato da Alexia. Doppiato da Richard Waugh.

## Altre versioni

### Code: Veronica X
Resident Evil Code: Veronica X: è una versione aggiornata del gioco originale Dreamcast, uscita per PlayStation 2 nel 2001 e nel 2003 per Nintendo GameCube. Una versione rimasterizzata in HD è uscita nel 2011 per PlayStation 3 e Xbox 360. Invece, per PlayStation 4, Capcom ha portato una versione emulata del titolo. Il gioco è quasi identico a quello originale in termini di gameplay, l'unica differenza sostanziale è la necessità di trovare un siero per Claire, se è avvelenata nella battaglia contro Nosferatu. Contiene inoltre nove minuti di filmati inediti inseriti nel gioco principale, tutti riguardanti Wesker, così come lievi modifiche grafiche. Queste scene furono aggiunte perché le apparizioni di Wesker nella versione originale furono ritenute successivamente troppo brevi. I tre nuovi filmati sono i seguenti:
- un confronto tra Claire e Wesker nella prima metà del gioco.
- una versione estesa della scena di lotta tra Alexia, mutata, e Wesker.
- un finale più lungo che include una scena di lotta tra Chris e Wesker.

Ci sono anche altre differenze tra le due versioni, ad esempio la pettinatura diversa di Steve, titoli di coda differenti etc.
L'Edizione limitata, uscita solo in Giappone per Dreamcast, include una versione diversa della schermata dei titoli, in cui il volto di Wesker appare sullo sfondo. Questa versione della schermata dei titoli è stata riutilizzata per la versione X del gioco.
La versione giapponese del gioco è stata censurata: le teste degli zombi non esplodono e il loro busto non viene più separato dal corpo con un colpo ben assestato.

### Edizione in HD

Il logo della versione HD

Il 23 marzo 2011 Capcom ha annunciato che uscirà una versione di Resident Evil Code: Veronica X e di Resident Evil 4 completamente rimasterizzata in alta definizione. La pubblicazione è avvenuta nella fine del 2011 ed è disponibile esclusivamente per il download tramite i servizi online di PlayStation 3 e Xbox 360.
Questa raccolta è stata pubblicata come un prodotto al dettaglio in Giappone l'8 settembre 2011; in Nord America e in Europa, Code: Veronica X è stato pubblicato digitalmente per l'Xbox Live Marketplace e il servizio PlayStation Network il 27 settembre 2011. Le differenze principali sono la grafica aggiornata, un nuovo sistema di classifica generale che è stato anche utilizzato per la versione Dreamcast di Resident Evil 3, trofei/obiettivi, l'uso del disco rigido per il salvataggi, i menù aggiornati e musica rimasterizzata. Sono inoltre presenti i sottotitoli che erano assenti nell'edizione PS2.

### Versione emulata
Il 17 maggio 2017 è uscita una versione emulata di Resident Evil Code: Veronica X solo per PlayStation 4. Il titolo si presenta identico alla versione PlayStation 2 senza alcuna miglioria grafica con i 25 fps versione PAL e 30 fps versione americana. Nel gioco è presente il trofeo di platino mancante nella versione HD ma il titolo non dispone dei sottotitoli in italiano.

### Citazioni nei film
La scena FMV presente all'inizio del gioco, in cui Claire, bloccata dalle guardie, alza le mani e lascia cadere le pistole per poi riprenderle in aria buttandosi anche lei a terra e fare fuoco, viene reinterpretata da Milla Jovovich in Resident Evil: Apocalypse.

## Accoglienza
Code Veronica è stato acclamato dalla critica; molti critici credettero che fosse il miglior capitolo della serie di Resident Evil, ed un titolo "da avere" per Dreamcast. Derek Williams di AllGame lo ha definito il miglior gioco per console insieme a Soulcalibur del 1999. Un critico di Game Revolution lo ha trovato migliore di tutti i giochi horror per Dreamcast, tra cui spiccano The House of the Dead 2 del 1999, Zombie Revenge pubblicato nel 1999 e Carrier uscito nel 2000.
I critici hanno apprezzato l'atmosfera e la presentazione del gioco. I recensori di Edge lo hanno definito "come se il gioco stesse emulando un film d'azione di Hollywood". La maggior parte dei critici ha riscontrato che la grafica è tra le migliori per Dreamcast e dimostra la potenza del hardware. Inoltre, i critici hanno sottolineato che il titolo usa sfondi in tempo reale. Anche le sequenze CGI sono state elogiate, in particolare la presentazione dell'apertura del gioco. Anche la colonna sonora è stata definita "ottima" è "perfetta". La trama del gioco ha ricevuto recensioni positive. Maura Sutton di Computer and Video Games ha elogiato la svolta della trama del titolo. Alcuni critici hanno sottolineato che nonostante i miglioramenti, nel gioco ci sono ancora alcune cose che non convincono come, ad esempio, i controlli del titolo hanno ricevuto alcune recensioni negative.
Le recensioni per la versione Code: Veronica X per PlayStation 2, è stata per la maggior parte positiva. I critici hanno condiviso opinioni simili alle recensioni alla versione per Dreamcast, ma alcune lamentele sono state tratte che il titolo è una conversione di un gioco vecchio di 18 mesi e per lo più ci si aspettava qualcosa in più. Joe Fielder di GameSpot ha sottolineato che il titolo di Sony Extermination e Onimusha: Warlords di Capcom erano stati rilasciati nello stesso periodo ma con controlli migliori di Code: Veronica. La versione GameCube ha ottenuto recensioni sufficienti per il fatto che è una conversione diretta della versione originale Dreamcast. 
La versione rimasterizzata ad alta definizione è stato commercializzata oltre un decennio dopo l'originale ed è stata accolta con recensioni mediocri. I critici si sono lamentati che l'aspetto antiquato e i controlli del gioco potessero svalutare l'interesse verso altri titoli simili. La remaster ha trovato un ricevimento positivo da Tim Turi di Game Informer che ha trovato il gioco molto divertente considerandolo un vero titolo classico della serie.
La rivista Play Generation diede alla versione per PlayStation 2 un punteggio di 88/100, trovando le meccaniche di gioco un po' stagionate ma non difficili da riprenderci la mano, affermando che se il giocatore avesse fatto uno sforzo, il titolo lo avrebbe ripagato. La riedizione in HD ricevette invece un punteggio di 85/100, trovando che chi avesse amato i Resident Evil classici non avrebbe potuto resistere al richiamo di Code Veronica X, ma si poteva fare molto di più. La stessa testata trovò gli inquietanti filmati in CG come la quarta scena più terrificante dei videogiochi usciti su PlayStation 2.

### Vendite
Resident Evil Code: Veronica per Dreamcast supera Shenmue del 1999 entro la prima settimana nel febbraio del 2000. In totale, la versione Dreamcast ha venduto quasi 450 000 unità negli Stati Uniti e 1,14 milioni di copie in tutto il mondo. Le vendite erano inferiori rispetto ai predecessori della serie, ma il titolo aveva guadagnato di più rispetto ad altri giochi Dreamcast. La versione per PlayStation 2 di Code: Veronica X ha venduto 900 000 copie e guadagnato 27 milioni di dollari negli Stati Uniti nel luglio 2006, superando Resident Evil 4. In totale il gioco ha venduto 2,54 milioni di copie.
| Posizione | Data          | Titolo                         | Piattaforma | Unità vendute |
| --------- | ------------- | ------------------------------ | ----------- | ------------- |
| 69        | febbraio 2000 | Resident Evil Code: Veronica   | DC          | 1 140 000     |
| 54        | marzo 2001    | Resident Evil Code: Veronica X | PS2         | 1 400 000     |